# ДС-У2-ГКА
ДС-У2-ГКА «Ореол» — тип советских научно-исследовательских космических аппаратов разработанных в ОКБ-586 (ныне КБ «Южное») и предназначенных для проведения комплексных геофизических исследований процессов и явлений в полярных широтах верхних слоёв атмосферы Земли, а также для изучения явления полярных сияний.

## История создания
В декабре 1959 года создается Межведомственный научно-технический совет по космическим исследованиям при Академии Наук СССР во главе с академиком М. В. Келдышем, на который возлагается разработка тематических планов по созданию космических аппаратов, выдача основных тематических заданий, научно-техническая координация работ по исследованию и освоению верхних слоёв атмосферы и космического пространства, подготовка вопросов организации международного сотрудничества в космических исследованиях.
Членом Президиума Межведомственного научно-технического совета по космическим исследованиям утверждается М. К. Янгель. В области прикладных задач проведения подобных работ было поручено НИИ-4 Министерства обороны СССР.
В 1962 году в программу второй очереди пусков ракеты-носителя «63С1», были включены космические аппараты «ДС-А1», «ДС-П1», «ДС-МТ» и «ДС-МГ».
Положительные результаты первых работ, подтвердившие перспективность дистанционных методов решения научных и прикладных задач, стимулировали огромный поток заявок на разработки новых научно-исследовательских космических аппаратов с различной целевой аппаратурой на борту.
После проведения поисковых проектных работ по разработки новой модификации исследовательских спутников стало очевидно, что в связи с многообразием исследовательских задач и различиями между требованиями к новой серии, разработать аппарат одного типа было практически невозможно.
В 1963 году было принято решение о создании трёх модификаций унифицированной спутниковой платформы:
- ДС-У1 — неориентированный в пространстве космический аппарат с химическими источниками энергии;
- ДС-У2 — неориентированный в пространстве космический аппарат с солнечными батареями, в качестве источника энергии;
- ДС-У3 — ориентированный на Солнце космический аппарат с солнечными батареями, в качестве источника энергии.

Малые космические спутниковые платформы стали инструментальной базой для организации международного сотрудничества в области исследования космического пространства по программе «Интеркосмос».

## Особенности конструкции

### Корпус
Основным узлом каждой модификации унифицированной платформы является герметичный корпус, выполненный из специального алюминиевого сплава — АМг-6, что было продиктовано необходимостью обеспечения определённых климатических условий в середине корпуса аппарата. Цилиндрический корпус длиной 1,46 м и диаметром 0,8 м условно разделён на три отсека:
- отсек научной аппаратуры;
- отсек комплекса основных и вспомогательных систем;
- отсек электроснабжения.

### Солнечные батареи
Солнечная батарея общей площадью 5 м² представляет собой восьмигранную призму с четырьмя поворотными панелями. Основанием солнечной батареи является штампованный каркас, выполненный из комбинации алюминиевых и магнитных сплавов.
На гранях и торцевых поверхностях каркаса устанавливаются стационарные панели солнечной батареи. Четыре поворотные панели прикреплены к каркасу с помощью поворотных механизмов.
В транспортном положении поворотные панели солнечной батареи закреплены на каркасе в свернутом положении. Открепление и установка солнечных панелей происходит во время отделения космического аппарата от ракеты-носителя.
На всех модификациях спутниковых платформ «ДС-У2» и «ДС-У3» применялись фотоэлектрические системы электроснабжения с солнечными батареями кремниевых фотопреобразователей и электрохимическими батареями серебряно-цинковых аккумуляторов, работающих в буферных зарядно-разрядных режимах.

### Бортовой аппаратный комплекс
Бортовой аппаратный комплекс космического аппарата типа «ДС-У2-ГКА» предназначается для командно-информационного, энергетического, климатического и сервисного обеспечения функционирования аппаратуры целевого назначения космического аппарата.
В состав радиотехнического комплекса входит:
- «БРКЛ-Б» — аппаратура командной радиолинии связи, представляет собой узкополосный приёмник-дешифратор переданных с Земли сигналов для преобразования их в команды немедленного исполнения;
- «Краб» — аппаратура радиоконтроля орбиты и телесигнализации, представляет собой передатчик высокостабильного двухчастотного когерентного сигнала излучения, который используется наземной станцией для определения орбитальной скорости космического аппарата, а также для передачи информации с датчиков телеметрии;
- «Трал-П2» — аппаратура телеконтроля с запоминающим устройством «ЗУ-2С»;
- газореактивная система закрутки;
- «94К» — система определения ориентации на Солнце.

В состав научной аппаратуры входит:
- «УМР-3» — масс-спектрометр;
- «E2A P1A» — двойной спектрометр;
- «У2В P1В» — двойной магнитометр;
- «РИГ-113» — наружный счётчик Гейгера.

## Предназначения платформы
Спутниковая платформа космических аппаратов типа «ДС-У2-ГКА» была предназначена для научных экспериментов, начатых ещё на спутниках типов «ДС-У2-ГК» («Космос-261», «Космос-348») и «ДС-У2-К» («Космос-426»), но с применением более совершенной научной аппаратуры и с непосредственным участием специалистов французского Центра по изучению космического излучения, в рамках реализации совместной советско-французской программы «АРКАД».
Заказчиками и постановщиками данного научного эксперимента были следующие организации:
- Институт космических исследований АН СССР (ныне — ИКИ РАН);
- Национальный центр космических исследований Франции (ныне — CNES).

## Эксплуатация
На базе платформы «ДС-У2-ГКА» было разработано и запущено со стартовой площадки космодрома «Плесецк» два космических аппарата, а именно:
- «Ореол-1» — 27 декабря 1971 года;
- «Ореол-2» — 26 декабря 1973 года.

## Результаты экспериментов
Кроме измерения характеристик полярных сияний, космическими аппаратами серии «Ореол» велись исследования ионного состава верхних слоёв атмосферы Земли в полярных и приполярных районах. С анализом ионного состава связано раскрытие природы аномалий в ионосфере. Ряд дополнительных возможностей в этом отношении давала более вытянутая орбита космического аппарата. Её апогей находился за пределами нормальной ионосферы. На этих высотах проводились измерения характеристик авроральных частиц до их взаимодействия с земной ионосферой.
Также в ходе полёта спутников были получены новые данные относительно особого явления — «водородного сияния», вызываемого вторжением в атмосферу Земли протонов высоких энергий.
Результаты экспериментов на спутниках типа «ДС-У2-ГКА» позволили выяснить некоторые особенности проникновения в атмосферу Земли протонов высоких энергий, в особенности на дневной стороне овала полярных сияний.